# Сент Питер (Антигва и Барбуда)
Сент Питер (енгл. Saint Peter) или Свети Петар, једна је од осам територијалних јединица државе Антигва и Барбуда. 
Округ се налази на северу острва Антигва и укључује насеље Парем, острва Гујана и Грејт Бирд Ајланд, те локалитете: Биг Дјуерс, Какао Хал, Фрименс, Вернонс, Парис, Мерсерс Крик и Гилбертс.
Округ Сент Питер обухвата укупну површину од 32,37 km² и има око 5.269 становника (Попис из 2011. године). Административно седиште округа се налази у насељу Парем.
Округ је дом некад великог произвођача шећера „Betty's Hope Sugar Plantation“.